# Llanllyfni
Llanllyfni és un petit poble del comtat de Gwynedd, a Gal·les. Rep el seu nom del riu Llyfni, que el creua, i forma part de la vall del Nantlle.

## La població
L'església de la població està dedicada a Sant Rhedyw (sant Rhedicus o Rhedius en llatí). Es diu que fou edificada pel sant mateix (que hauria viscut en el segle iv, però l'edifici sembla construït en el segle vi, i una inscripció el mostra ampliat l'any 1032. Les restes del "Pou de Sant Rhedyw" (Ffynnon Rhedyw) situat a la vora serien més antigues, i probablement una rededicació cristiana d'un primitiu lloc de culte pagà La festa de sant Rhedyw és el 6 de juliol, quan a Llanllyfni s'hi fa la Fira Anual.
Situat vora Pen-y-Groes i a vuit quilòmetres de Caernarfon, abans de la construcció d'una circumval·lació el poble era lloc de pas dels camions que anaven a Porthmadog. L'àrea censal de Llanllyfni cobreix els pobles de Llanllyfni, Nebo i Nasareth, i el 2001 tenia 3.919 habitants.
Té escola primària i un equip de futbol. El seu codi postal és el LL54 i el prefix telefònic el 1286.

## Personalitats que hi han estat vinculades
- Robert "Silyn" Roberts (Llanllyfni, 1871 – 15 d'agost del 1930), sacerdot, escriptor, mestre i pacifista gal·lès. Compongué l'himne religiós Llanllyfni.[3]
- John Jones (Dolwyddelan, Sir Conwy, 1 de març del 1796 – Llanllyfni, 16 d'agost del 1857), sovint anomenat John Jones de Talysarn, sacerdot de l'Església Presbiteriana de Gal·les i considerat un dels grans predicadors gal·lesos.